# Аєпа
Аєпа або Каїп (перс. ايوب خان, тат. Äyyüb) (*бл. 1070 —бл. 1117) — половецький хан з наддніпрянської орди Кай. В булгарських джерелах відомий як Айюбай-хан.

## Життєпис
Був сином хана Ясіня. Народився близько 1070 року. У 1082 році втратив батька, після чого став одним з молодих князів. Ймовірно діяв разом з рідним братом Боняком та двоюрідним братом Аєпою (син хана Гиргеня).
У 1108 році після важких поразок придонецьких половців Шаруканідів уклав союз з великим князем Київським Володимиром II Мономахом, для чого за видав свою доньку Ганну за сина останнього Юрія. Надалі разом з Аєпою Гиргеничем зумів відняти у придонецьких половців на чолі із Сирчаном значні землі біля Сіверського Донця, спровокувавши повстання проти останніх племен торків.
У 1113 році разом з братом Боняком взяв в облогу фортецю Вир, яка тривала лише декілька днів, оскільки хани дізналися про підхід руських дружин.
У 1114 Аєпа здійснив похід проти Візантійської імперії, де пограбував області поселення болгар біля міст Відін та Бранічев, захопивши значну здобич. Втім можливо незабаром повернувся до придунайських земель.
Близько 1117 року Аєпа помер від отруєної страви під час бенкету з Адамом, еміром Волзької Болгарії. В результаті цього багато, включаючи самого хана, були отруєні і померли, інших побили і полонили в бою. Вочевидь це було зроблено, щоб запобігти походу половців проти Волзької Булгарії на допомогу руським князям.